# Dixmont
Dixmont – miejscowość i gmina we Francji, w regionie Burgundia-Franche-Comté, w departamencie Yonne.
Według danych na rok 1990 gminę zamieszkiwały 662 osoby, a gęstość zaludnienia wynosiła 16 osób/km² (wśród 2044 gmin Burgundii Dixmont plasuje się na 361. miejscu pod względem liczby ludności, natomiast pod względem powierzchni na miejscu 66.).